# Полковник Шабер
«Полковник Шабер» (фр. Colonel Chabert) — історичний роман французького письменника Оноре де Бальзака, опублікований у 1844 році.

## Сюжет
Полковник Шабер, герой наполеонівської армії, пропав безвісти під Пройсіш-Ейлау. Після 10-річної відсутності сильно постарілий полковник повертається в Париж часів Реставрації. Все його майно перейшло до дружини, яка, вважаючи себе вдовою, знову вийшла заміж. Шабер намагається повернутися до колишнього життя, зустрічається з дружиною, але та виявляється цілком задоволена нинішнім станом речей і відмовляється визнати в Шабері свого чоловіка. Вважаючи негідним вдаватися до допомоги суддівських крючкотворів і домагатися відновлення своїх прав, полковник закінчує життя в злиднях.

## Екранізації
- «Полковник Шабер (фільм, 1920)» (італ. Il Colonello Chaber) — італійський фільм, реж. Карміне Галлоне.
- «Полковник Шабер (фільм, 1943)[en]» — кіноадаптація роману Оноре де Бальзака; реж. Рене Ле Енафф.
- «Полковник Шабер (фільм, 1994)» — кіноадаптація роману Оноре де Бальзака; реж. Ів Анжело.

## Французькі видання
- Balzac, H. de. Le Colonel Chabert. — Paris: Gallimard, 1996. — (Collection «Folio classique» no 273). — ISBN 978-2-07-036273-0.
- Balzac, H. de. Le Colonel Chabert. Éd. critique par Pierre-Georges Castex. — Paris: Classiques Garnier, 1987. — (Bibliothèque du XIXe siècle). — ISBN 978-2-8124-1740-2.

## Переклади українською
- Бальзак, О. Полковник Шабер / пер. з фр. Ірини Сидоренко // Вибрані твори: у 10 т. — Т. 1. — Київ, видавництво «Дніпро», 1989.